# Центральный (Хабаровский край)
Центральный — упразднённый посёлок, находившийся в Охотском районе Хабаровского края.

## География
Располагался на северо-западном побережье Охотского моря у устья реки Американ, в 65 км от Охотска.

## История
С 1971 по 1981 годы головным предприятием посёлка Центральный был колхоз Хулан Эвен. Функционировала больница, школа-интернат, детский сад, лесхоз, сберкасса. Студенческим отрядом из Киева были построены Дом культуры и новое здание почты.
В 1979 году колхоз ликвидирован, архив предприятия за 1942—1978 гг. хранится в Государственном архиве Хабаровского края, Ф. П-1307, 27 ед. хр., ; оп. 1. (Путеводитель по фондам Государственного архива Хабаровского края и его филиала в городе Николаевске-на-Амуре. Том 2. 2004. С.95).
Упразднён по решению Хабаровского крайисполкома 8 октября 1984 года.